# 로지 로드
로지 로드(Rosie Lourde)는 오스트레일리아의 영화배우, 영화감독이다. 2012년 방송 언더벨리(Underbelly)에 출연하면서 데뷔했다.